# Пейчич, Снежана
Снежана Пейчич  (хорв. Snježana Pejčić, родилась 13 июля 1982 в Риеке) — хорватская спортсменка, стрелок. Бронзовый призёр Олимпиады в Пекине.

## Награды
- Бронзовый призёр Олимпиады в Пекине в соревнованиях по стрельбе из пневматической винтовки с 10 м.
- Завоевала первую медаль Хорватии в Пекине.
- Трёхкратная чемпионка Европы по стрельбе (2009 год).